# Coma de Planers
La Coma de Planers és una coma del terme municipal de Conca de Dalt, en terres de l'antic municipi d'Hortoneda de la Conca, al Pallars Jussà, en territori de l'antic poble d'Herba-savina.
Està situada a prop, al costat sud-oest, de l'antic poble, ara abandonat, d'Herba-savina, sota l'extrem oriental de la Serra de Pessonada, i al nord de lo Molinot. El camí vell de Pessonada a Herba-savina passa pel nord d'aquesta coma.